# Missiologie
 (janvier 2021).
La missiologie est la discipline chrétienne portant sur la réflexion systématique sur la dimension de « mission » — c’est-à-dire le fait « d’être envoyé » — par la foi et la vie chrétienne. De même que le Christ et l'Esprit sont envoyés dans le monde par le Père (de manière différente), ainsi tout chrétien de par son baptême dans le Christ est « envoyé » et donc missionnaire. Si l’Évangile est en effet une « Bonne Nouvelle », il doit être annoncé aux autres. Le concile Vatican II, dans le décret Ad Gentes (sur l’activité missionnaire de l’Église), donne les principes doctrinaux fondateurs de la missiologie mais sans employer le mot.
Pour que cette annonce se fasse dans le respect des personnes et cultures, il est important que le milieu socio-culturel du travail missionnaire soit connu et apprécié à sa juste valeur. De là suit la dimension pratique de la missiologie : une réflexion pluridisciplinaire et transculturelle sur tous les aspects de la communication de la foi chrétienne, qui embrasse la théologie, l'anthropologie, l'histoire, la géographie, les théories et méthodes de communication, la religion comparée, l'apologétique chrétienne, les considérations méthodologiques et les relations entre les diverses confessions chrétiennes.

## Caractéristiques de la missiologie

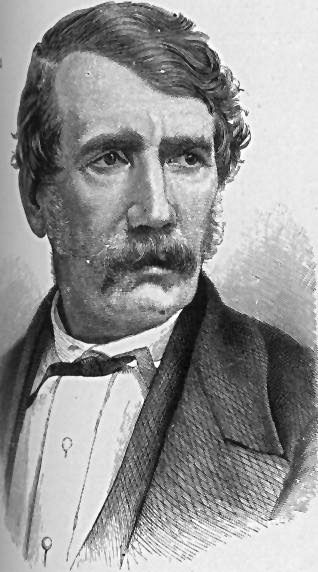
David Livingstone, explorateur et missionnaire écossais

C'est dans le dernier quart du XIXe siècle que la missiologie est née en tant que discipline théologique. Au cours des siècles, les missionnaires ne se sont pas contentés de baptiser et d'implanter des églises partout dans le monde ; ils ont aussi étudié des religions et des contrées, rédigé des dictionnaires et des récits de voyage. Par exemple, ce fut le missionnaire jésuite Matteo Ricci qui fut le premier Européen à parcourir la Grande Chine et le missionnaire écossais David Livingstone qui fut le premier Occidental à traverser l'Afrique. Et sur leurs traces suivirent plusieurs proclamateurs de la foi qui s'installèrent en divers endroits et accomplirent aussi un travail missionnaire en tant que géographes, ethnologues, linguistes, chercheurs en sciences religieuses ou d'autres fonctions encore.
Parce que la science des missions considère à la fois les conséquences positives et négatives ainsi que les stratégies pour répandre le christianisme, la missiologie touche également à l'impact environnemental de l'évangélisation et de l'action caritative, y compris les aspects pratiques de la politique internationale et du développement économique.
L'un des défis les plus difficiles pour le missiologue, en général, est d'opérer la distinction entre les pratiques qui sont essentielles au christianisme, devant donc être pratiquées par les chrétiens dans toutes les cultures, et d'autres expressions strictement culturelles du christianisme, issues du milieu d'origine, qui peuvent être changées et adaptées à différentes cultures. Alors que le christianisme occidental dominait aux débuts de la science des missions, la donne est aujourd'hui différente, et possède ses répercussions sur cette science.

## Missions catholiques

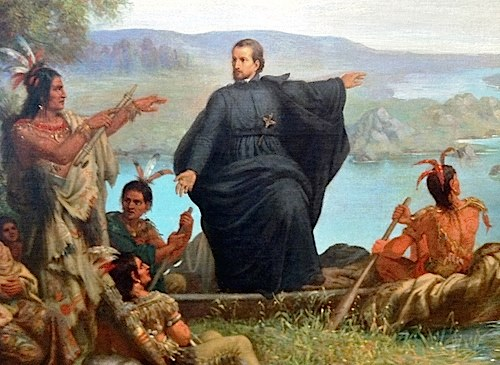
Le père Jacques Marquette, missionnaire français et explorateur du Mississippi

La présence missionnaire fait partie intégrante de la colonisation de l'Amérique centrale et méridionale : les Espagnols ne conçoivent pas la mise en place d'une administration espagnole sans y inclure les institutions cléricales. De nombreux missionnaires espagnols débarquent en Amérique: des séculiers, mais surtout des réguliers. Il s'agit de franciscains en 1502, puis de dominicains en 1510, de mercédaires en 1519, d'augustins en 1533, enfin de jésuites en 1568. Tous ces ordres sont organisés en provinces, selon leurs règles. Des évêques sont nommés parmi les réguliers.
Fondée en 1540, la Compagnie de Jésus devient une composante majeure de l'Église catholique aux XVIIe et XVIIIe siècles. Les jésuites sont un millier, en 1556, à la mort de leur fondateur, et soixante ans plus tard, on en compte treize mille, déjà présents sur quatre continents. Ils sont investis dans les œuvres les plus diverses, et particulièrement les missions. François Xavier, ami et compagnon d'Ignace de Loyola, participa à l'évangélisation de l'Inde et du Japon avant sa mort, en 1552, aux portes de la Chine.
Dans l'histoire des missions catholiques, après une période de reflux observée à la fin du XIXe siècle, on voit apparaître une vague missionnaire qui naît en France avant de s'étendre aux pays catholiques voisins. Si d'un côté cet élan missionnaire ressort de la vague de l'expansion européenne qui s'exprimera également par le colonialisme, il est juste de préciser que les missions sont plutôt en avance de phase par rapport à la colonisation. Les missions, qui sont devenues des « églises locales » survivent à la décolonisation.
Si à partir du XVIe siècle, les efforts d'adaptations culturelles dans les pays nouvellement découverts furent bien piètres (ce qu'on appelle aujourd'hui inculturation), ce dont témoigne la querelle des rites en Chine au XVIIIe siècle, la réflexion missiologique comme telle prit son essor seulement à partir du milieu du XXe siècle avec le père Pierre Charles et les Semaines missiologiques de Louvain. Cela aboutit au décret Ad Gentes de Vatican II.

## Missions évangéliques
Les premières sociétés missionnaires évangéliques sont fondées dans le baptisme, avec la Mission mondiale de BMS fondée en 1792 à Kettering (Angleterre) par William Carey,. Elle est suivie en 1814 par les Ministères internationaux, fondés par les Églises baptistes américaines USA aux États-Unis . Les organisations interconfessionnelles ont également été actives. Par exemple, la London Missionary Society est fondée en 1795 par diverses confessions évangéliques qui avaient une vision interconfessionnelle de la mission. Elle est suivie en 1865 par OMF International fondée par Hudson Taylor en Angleterre . Il y a également, en 1893, SIM fondée par les Américains Walter Gowans, Rowland Bingham et Thomas Kent à Lagos au Nigeria. Jeunesse en Mission est fondée en 1960 aux États-Unis par Loren Cunningham et Darlene, sa femme, ,.